# Brock Yates
Brock Wendel Yates, född 21 oktober 1933 i Lockport i delstaten New York, död 5 oktober 2016 i Batavia i delstaten New York, var en amerikansk journalist, TV-kommentator, TV-reporter, manusförfattare och författare. Han arbetade under en längre period som redaktör på tidningen Car and Driver, och bidrog dessutom med en del arbeten till The Washington Post, Playboy, The American Specator, Boating och Vintage Motorsports, samt en del andra publikationer.
Brock Yates, som till en början drabbades av Alzheimers sjukdom under år 2007, avled av komplikationer till denna sjukdom på Veterans Affair-sjukhuset i Batavia, den 5 oktober 2016 (sexton dagar före hans 83-årsdag). Han efterlämnade vid det tillfället sin hustru Pamela, sina söner Brock, Jr. och Daniel, sin dotter Claire Lilly, och sin styvdotter Stacy Bradley, samt sina tre stycken barnbarn.